# Cornrows

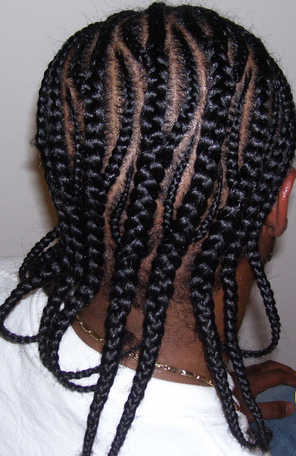
Cornrows

Cornrows (englisch corn ‚Mais‘, ‚Getreide‘ und rows ‚Reihen‘; kurz: Corns oder Rows) bezeichnen eine seit der Altsteinzeit in Eurasien und Afrika verbreitete Flechtfrisur. Synonym wird auch die Bezeichnung Canerows (engl. to cane ‚flechten‘) verwendet. Cornrows werden sowohl von Frauen als auch von Männern getragen. 

## Das Flechten
Das Flechten von Cornrows ist, abhängig von der Sensibilität der Kopfhaut und der Vorsicht des Flechtenden, unangenehm bis schmerzhaft, wobei die Kopfhaut durch die starke Zugbelastung für etwa eine Woche gereizt sein kann. Eine Mindesthaarlänge von etwa zehn Zentimetern sollte gegeben sein. Je länger das Kopfhaar ist, desto besser halten die Braids. So ist eine Haarlänge von fünfzehn bis zwanzig Zentimetern besonders für dickere Cornrows vorteilhaft.
Die Flechtdauer richtet sich nach der Haarlänge und der Anzahl der Reihen sowie nach der Komplexität des Musters und beträgt zwischen dreißig Minuten und fünf Stunden. Die Haare werden in kleine Sektionen aufgeteilt, die miteinander verflochten werden, sodass große Zöpfe entstehen. Im Gegensatz zu anderen Flechtfrisuren flicht man Cornrows, indem immer wieder eine neue Haarsträhne aufgenommen und in den Zopf integriert wird, wodurch die Zöpfe an der Kopfhaut anliegen. Die Anzahl der einzelnen Reihen kann von vier bis über hundert gehen. Dies hängt davon ab, wie fein geflochten wird.

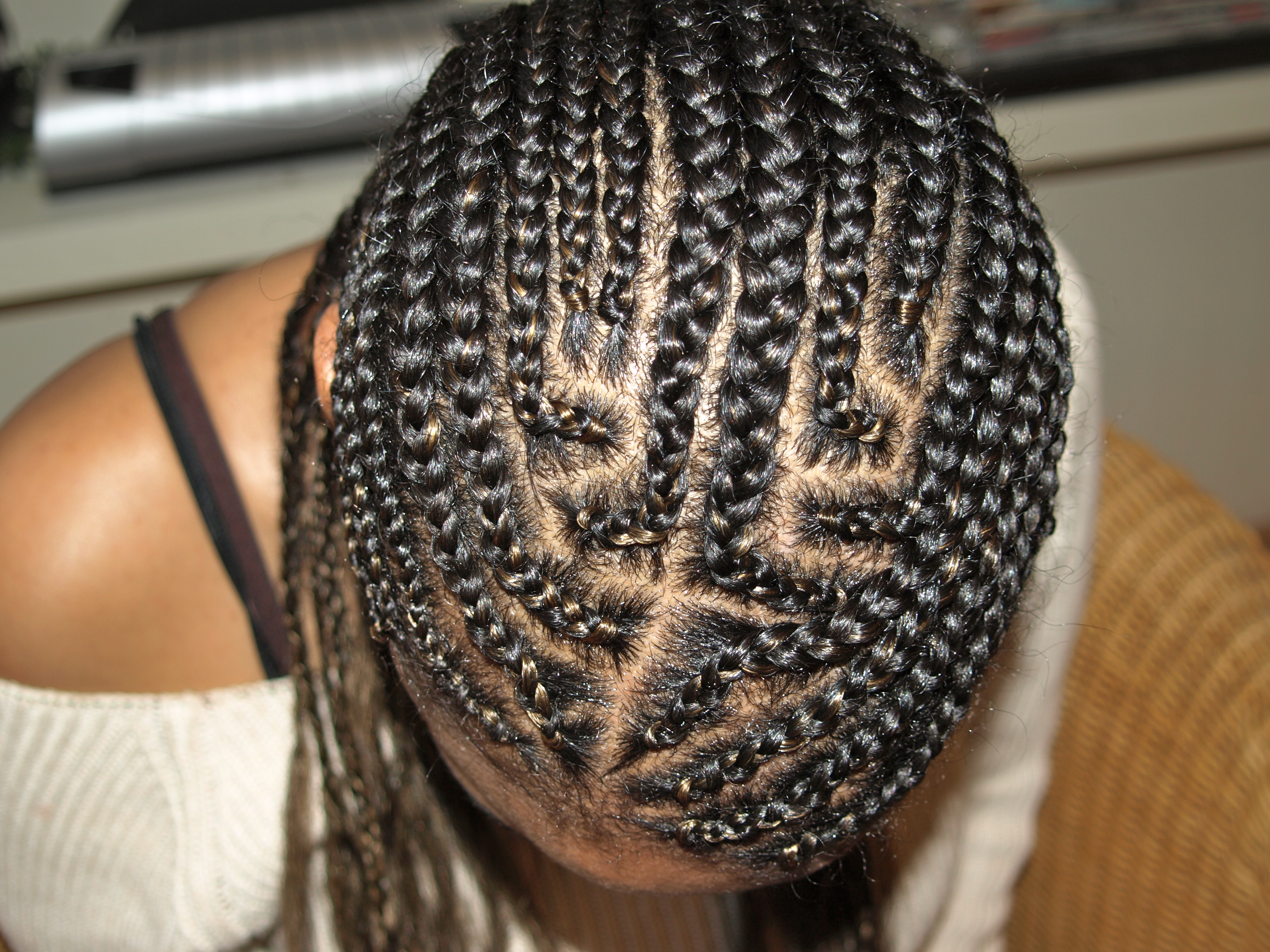
Cornrows mit Kunsthaarverlängerung

Die Cornrows können einfach gerade nach hinten (Straight Rows) oder in Mustern geflochten werden. Es gibt verschiedene Varianten von Cornrows:
- Knotless Rows: Es wird fließend Kunsthaar mit eingeflochten, sodass kein Knoten am Ansatz zu sehen ist.
- Knotty Rows: Der Flechtknoten ist am Ansatz sichtbar.
- Amazing Rows oder Designer Rows: Bezeichnung für aufwendigere Muster.
- Cherokee Cornrows: Die Endungen laufen lang aus (ähnlich wie bei Open Braids).

## Haltbarkeit und Pflege
Sehr entscheidend für die Haltbarkeit der Cornrows ist die Flechttechnik des Ansatzes. Daher variiert die Haltbarkeit von Cornrows zwischen wenigen Tagen bis hin zu zweieinhalb Monaten, je nach Können des Flechtenden. Häufig wird auch Kunsthaar mit eingeflochten, welches die Haltbarkeit um einige Wochen verlängern kann.
Grundsätzlich empfiehlt es sich, Reibung an den Cornrows zu vermeiden, also etwa beim Waschen das Shampoo in der Hand aufzuschäumen und in die Cornrows zu streichen und beim Abtrocknen die Haare nur abzutupfen und nicht zu rubbeln. Für mehr Frische kann man nachts ein Satin-Tuch tragen. Es empfiehlt sich, die Kopfhaut mit Sonnencreme vor zu hoher Sonnenbestrahlung zu schützen.